# 米伊拉福雷
米伊拉福雷（法語：Milly-la-Forêt，法語發音：[miji la fɔʁɛ] ⓘ）是法国法蘭西島大區埃松省的一个市镇，属于埃夫里区。

## 地理
米伊拉福雷（48°24'15"N, 2°28'1"E）面积33.8 平方千米，位于法国法蘭西島大區埃松省，该省份为法国北部内陆省份，北起上塞纳省和马恩河谷省，西接厄尔-卢瓦省和伊夫林省，南至卢瓦雷省，东临塞纳-马恩省。
与米伊拉福雷接壤的市镇（或旧市镇、城区）包括：库朗斯、埃科勒河畔翁西、阿尔博讷拉福雷、比耶尔地区弗勒里、埃科勒河畔努瓦西、埃松河畔布蒂尼、比诺博讷沃、迈斯、埃科勒河畔穆瓦尼。

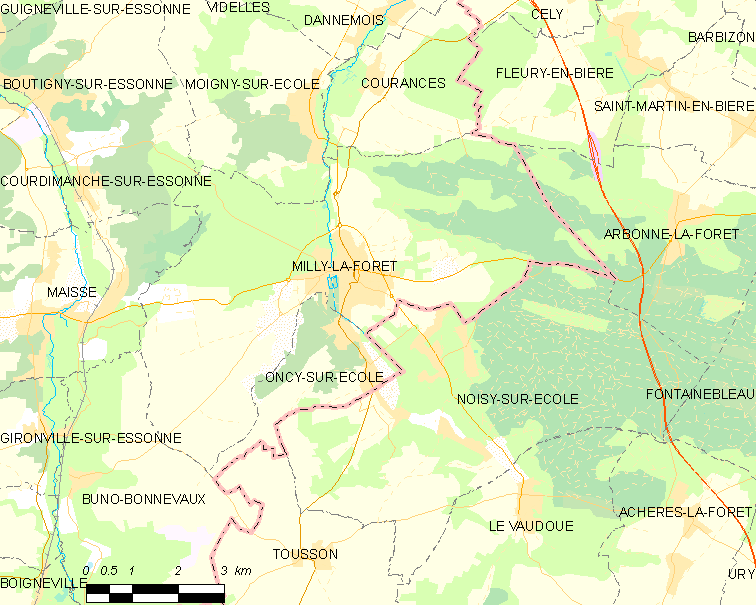
米伊拉福雷的OSM定位图

米伊拉福雷的时区为UTC+01:00、UTC+02:00（夏令时）。

## 行政
米伊拉福雷的邮政编码为91490，INSEE市镇编码为91405。

## 政治
米伊拉福雷所属的省级选区为梅讷西县。

## 人口

1962-2008年间米伊拉福雷人口变化图示

米伊拉福雷于2022年1月1日时的人口数量为4582人。